# Palpimanus argentinus
Espèce
Palpimanus argentinus est une espèce d'araignées aranéomorphes de la famille des Palpimanidae.

## Distribution
Cette espèce est endémique d'Argentine.

## Description
Le mâle mesure 6,5 mm et la femelle 6,5 mm.

## Étymologie
Son nom d'espèce lui a été donné en référence au lieu de sa découverte, l'Argentine.

## Publication originale
- Mello-Leitão, 1927 : Notes sur quelques araignées brésiliennes de la collection E. Simon. 1. Les palpimanides de l'Amérique du Sud. Bulletin du Muséum National d'Histoire Naturelle de Paris, vol. 1927, p. 86-92 (texte intégral).